# La Garde, Var
La-Garde je vzhodno predmestje Toulona in občina v jugovzhodnem francoskem departmaju Var regije Provansa-Alpe-Azurna obala. Naselje ima okoli 25.000 prebivalcev.

## Geografija
Kraj leži na sredi poti med Toulonom in Hyèresom.

## Administracija
La Garde je sedež istoimenskega kantona, v katerega je poleg njegove vključena še občina Le Pradet s 36.304 prebivalci. Kanton je sestavni del okrožja Toulon.

## Zgodovina
La Garde je dobil ime po pečini, ki je že v starem veku služila kot stražna postojanka. Prvikrat se omenja leta 1056 kot Guarda. V 13. stoletju je grad kot fevd pripadel Toulonski škofiji, kasneje v 15. stoletju Castellanskemu gospostvu, temu pa sta sledila še gospostvi Glandevès in Thomas. Danes se na pečini nahaja kapela s stolpom.